# Liam Lynch
Liam Lynch (ur. 5 września 1970) – amerykański muzyk, lalkarz i reżyser. Współtwórca i współscenarzysta, autor muzyki, reżyser, i producent programu stacji MTV Sifl and Olly Show.
Jego piosenka United States of Whatever została użyta w grze Tony Hawk’s Underground. Została też wpisana do Księgi rekordów Guinnessa jako najkrótsza piosenka, która znalazła się na szczycie list w Wielkiej Brytanii i USA.
Liam Lynch w 2006 roku był reżyserem Kostki przeznaczenia. Zrealizował teledyski dla między innymi Queens of the Stone Age („Burn the Witch”, „Sick, Sick, Sick”) oraz Foo Fighters („Times Like These”).